# فابريسيو فوينتيس
فابريسيو فوينتيس (بالإسبانية: Fabricio Fuentes)‏ (مواليد 13 أكتوبر 1976 في ريو كوارتو - الأرجنتين) لاعب كرة قدم أرجنتيني يلعب حاليا لصالح نادي الدرجة الأولى فياريال الإسباني منذ 2006 في مركز قلب الدفاع .

## مسيرته الكروية
لعب فابريسيو فوينتيس خلال مسيرته الاحترافية مع 6 أندية في تسعة عشر موسمًا وسجل خلالها 33 هدفًا ضمن 401 مباراة. ولم يفز بأي موسم بالكأس وفاز في موسم واحد بالدوري.
خاض فابريسيو فوينتيس مسيرته مع FC Barcelona (beach soccer) ‏ في موسم 1995–96 في المرة الأولى لمدة موسم واحد ثم في موسم 1998–99 ليلعب معه أربعة مواسم ثم في موسم 2010–11 لمدة موسم واحد، مشاركًا طوالها في 98 مباراة سجل خلالها 10 أهداف. ثم انتقل إلى نادي كيلمس في موسم 1997–98 لمدة موسم واحد، حيث شارك في 44 مباراة سجل خلالها هدفًا واحدًا. لينتقل بعدها إلى نادي فيليز سارسفيلد في موسم 2001–02 ليلعب معه أربعة مواسم، مشاركًا في 120 مباراة سجل خلالها 8 أهداف. ثم انتقل إلى نادي أطلس في موسم 2005–06 في المرة الأولى ولمدة موسمين ثم في موسم 2009–10 ولمدة موسمين، مشاركًا طوالها في 60 مباراة سجل خلالها 5 أهداف. هذا وانتقل لاحقًا إلى نادي فياريال في موسم 2006–07 واستمر معه طيلة ثلاثة مواسم، مشاركًا في 67 مباراة سجل خلالها 8 أهداف.

## روابط خارجية
- فابريسيو فوينتيس على موقع قاعدة بيانات كرة القدم.إي يو (الإنجليزية)
- فابريسيو فوينتيس على موقع ناشيونال فوتبول تيمز (الإنجليزية)
- فابريسيو فوينتيس على موقع Soccerway.com (الإنجليزية)
- فابريسيو فوينتيس على موقع كووورة